# Round Rock
Pour les articles homonymes, voir Round Rock.
Round Rock est une ville du Texas située dans les comtés de Travis et Williamson, aux États-Unis d'Amérique. Lors du recensement de 2010, sa population s’élevait à 99 887 habitants. La plupart des scènes du film Massacre à la tronçonneuse furent tournées à Round Rock au cours de l'été 1973.

## Géographie
Selon le Bureau du recensement des États-Unis, Round Rock a une superficie totale de 68 km2, dont 67,7 km2 de terre et 0,3 km2 d'eau (0,50 %).

## Économie
Le siège social de Dell, troisième plus grand constructeur d'ordinateurs, est actuellement installé dans cette ville.

## Éducation
- Académie chrétienne de Round Rock, (RRCA) lycée privé fondamentaliste chrétien.

## Traduction
- (en) Cet article est partiellement ou en totalité issu de l’article de Wikipédia en anglais intitulé « Round Rock, Texas » (voir la liste des auteurs).